# Skagens Museum

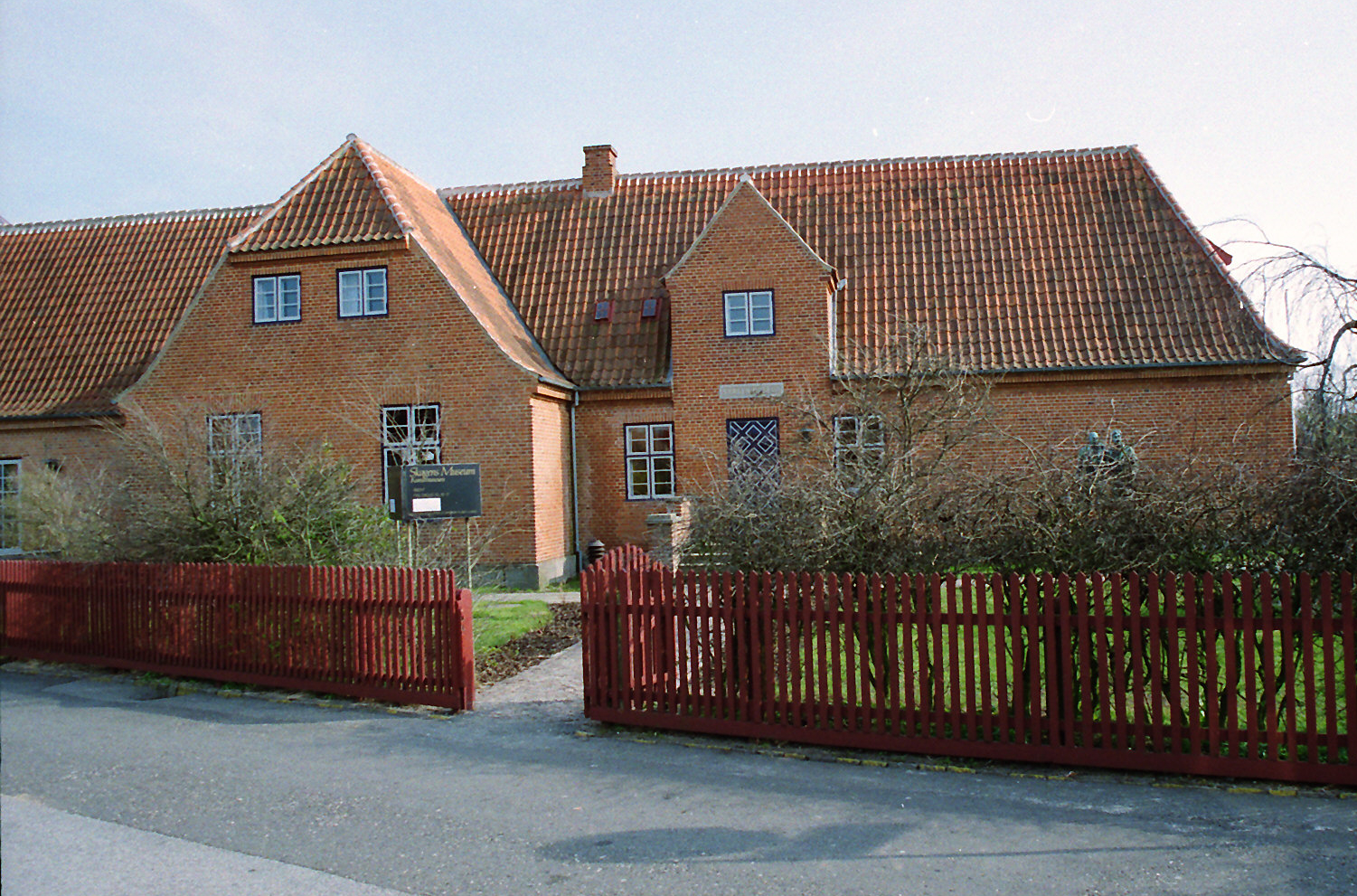
Skagens Museum

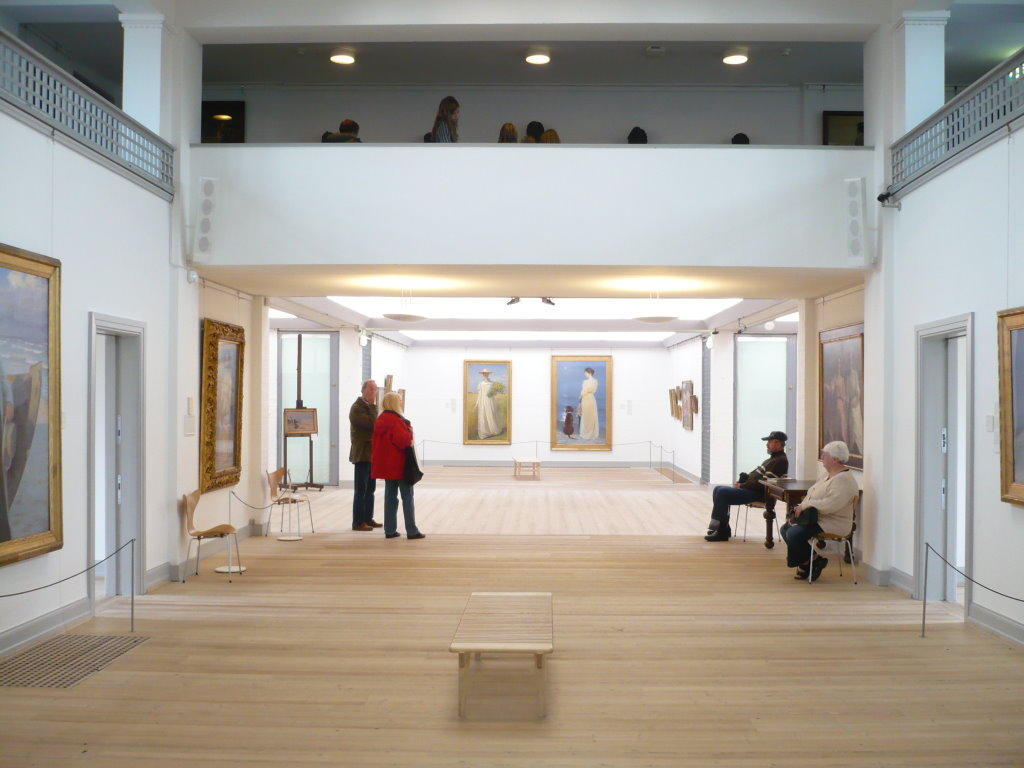
Skagens Museum, interiör

Skagens Museum är ett konstmuseum i Skagen i norra Jylland i Danmark.
Skagens museum visar konstverk av medlemmarna i konstnärsgruppen Skagenmålarna, som bodde och verkade i trakten under slutet av 1800-talet och början av 1900-talet. I denna ingick bland andra Marie och Peder Severin Krøyer, Anna och Michael Ancher, Laurits Tuxen, Viggo Johansen och Holger Drachmann. 
Skagens museum invigdes 1908 och flyttade in i Krøyers hus i Skagens Plantage efter dennes död 1909. En särskild museibyggnad uppfördes 1926–1928 I Österbyn i Skagen efter ritningar av Ulrik Plesner. Åren 1981 och 1990 byggdes museet till efter ritningar av Jacob Blegvad.
Karl Madsen blev efter sin pensionering från chefstjänsten vid Statens Museum for Kunst den första chefen för det nybyggda museet 1928 och fortsatte att vara det till sin död 1938, under de sista åren med hjälp av sin son, målaren Viggo Madsen. Från 1938 var direktören Viggo Thorlacius-Ussing chef. Han stannade på sin post över den svåra perioden med den tyska ockupationen, ända till 1950.
Konsthistorikern Knud Voss var chef för museet under ett antal stormiga år 1973–1987. Under denna tid ökade intresset för museet och besökstalet, för att kulminera 1991 med omkring en kvarts miljon personer. Sedan dess har det efterhand sjunkit till omkring 150.000 besökare per år.

## Bildgalleri

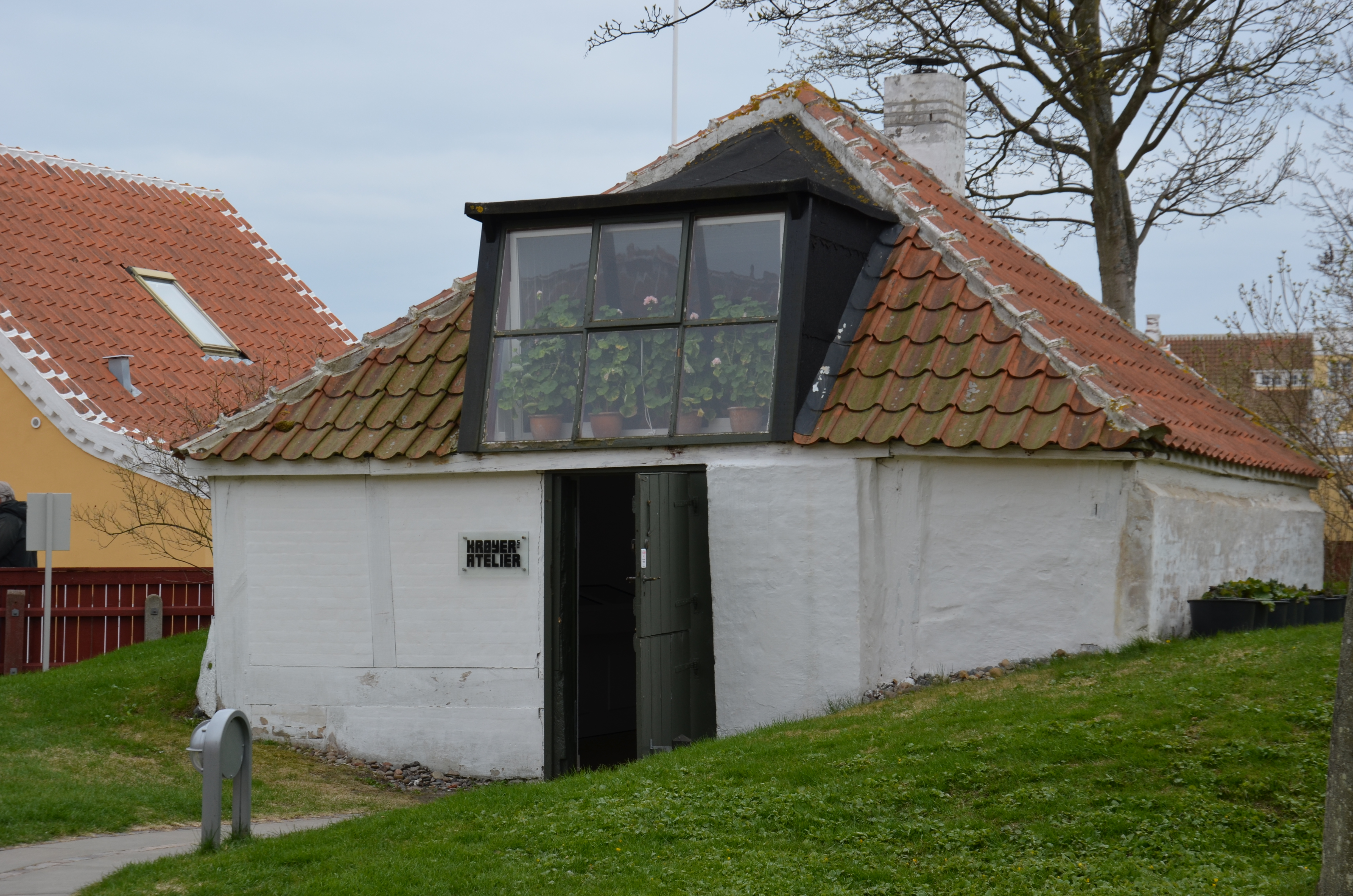
Kröyers första ateljé i Skagen, en förvaringsbod för spannmål, numera på Skagens Museum
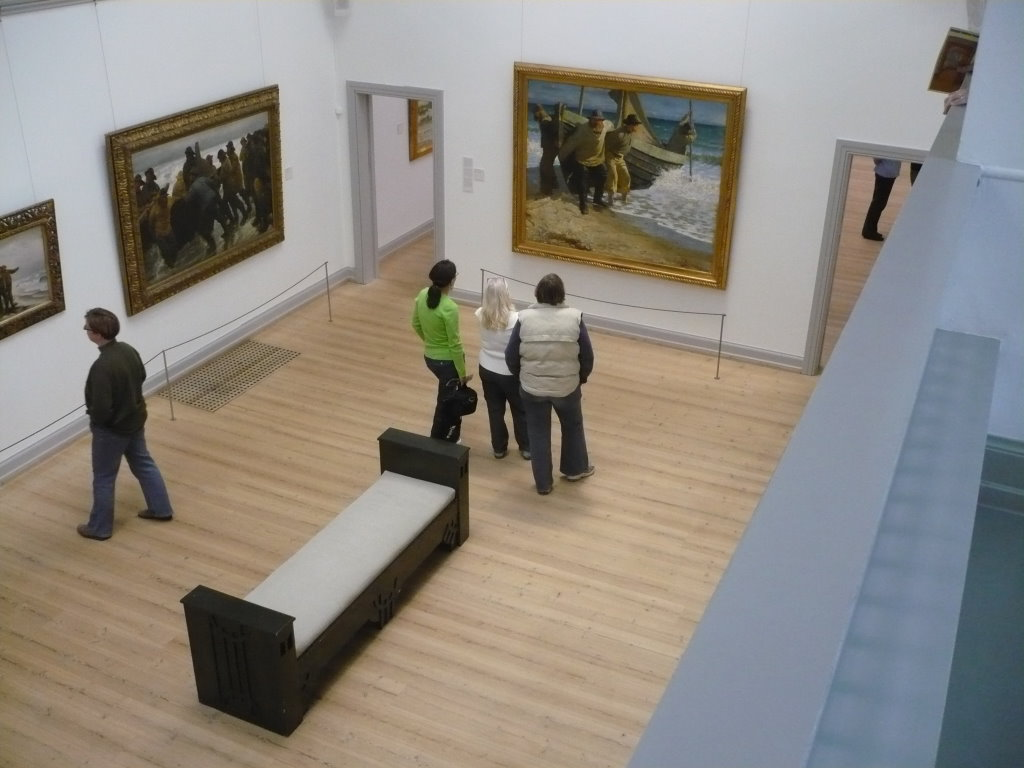
Utställningssal